# Beaufort-en-Argonne
Beaufort-en-Argonne és un municipi francès situat al departament del Mosa i a la regió del Gran Est. L'any 2007 tenia 161 habitants.

## Demografia

### Població
El 2007 la població de fet de Beaufort-en-Argonne era de 161 persones. Hi havia 68 famílies, de les quals 24 eren unipersonals (16 homes vivint sols i 8 dones vivint soles), 20 parelles sense fills i 24 parelles amb fills.
La població ha evolucionat segons el següent gràfic:
Habitants censats

### Habitatges
El 2007 hi havia 83 habitatges, 70 eren l'habitatge principal de la família, 6 eren segones residències i 6 estaven desocupats. 81 eren cases i 1 era un apartament. Dels 70 habitatges principals, 61 estaven ocupats pels seus propietaris, 7 estaven llogats i ocupats pels llogaters i 2 estaven cedits a títol gratuït; 1 tenia dues cambres, 10 en tenien tres, 19 en tenien quatre i 40 en tenien cinc o més. 45 habitatges disposaven pel capbaix d'una plaça de pàrquing. A 28 habitatges hi havia un automòbil i a 30 n'hi havia dos o més.

### Piràmide de població
La piràmide de població per edats i sexe el 2009 era:
| Homes | Edats   | Dones |
| ----- | ------- | ----- |
| 0     | 95 o +  | 0     |
| 0     | 90 a 94 | 0     |
| 4     | 85 a 89 | 0     |
| 0     | 80 a 84 | 0     |
| 4     | 75 a 79 | 4     |
| 4     | 70 a 74 | 0     |
| 4     | 65 a 69 | 16    |
| 8     | 60 a 64 | 0     |
| 4     | 55 a 59 | 4     |
| 8     | 50 a 54 | 12    |
| 20    | 45 a 49 | 4     |
| 8     | 40 a 44 | 12    |
| 0     | 35 a 39 | 0     |
| 4     | 30 a 34 | 0     |
| 4     | 25 a 29 | 8     |
| 4     | 20 a 24 | 0     |
| 4     | 15 a 19 | 4     |
| 4     | 10 a 14 | 0     |
| 4     | 5 a 9   | 4     |
| 0     | 0 a 4   | 8     |

## Economia
El 2007 la població en edat de treballar era de 93 persones, 69 eren actives i 24 eren inactives. De les 69 persones actives 65 estaven ocupades (39 homes i 26 dones) i 4 estaven aturades (2 homes i 2 dones). De les 24 persones inactives 8 estaven jubilades, 6 estaven estudiant i 10 estaven classificades com a «altres inactius».

### Ingressos
El 2009 a Beaufort-en-Argonne hi havia 63 unitats fiscals que integraven 147 persones, la mediana anual d'ingressos fiscals per persona era de 16.637 €.

### Activitats econòmiques
Dels 2 establiments que hi havia el 2007, 1 era d'una empresa de construcció i 1 d'una empresa de serveis.
L'únic servei als particulars que hi havia el 2009 era un paleta.
L'any 2000 a Beaufort-en-Argonne hi havia 14 explotacions agrícoles que ocupaven un total de 588 hectàrees.

## Poblacions més properes
El següent diagrama mostra les poblacions més properes.